# Cathie Martin

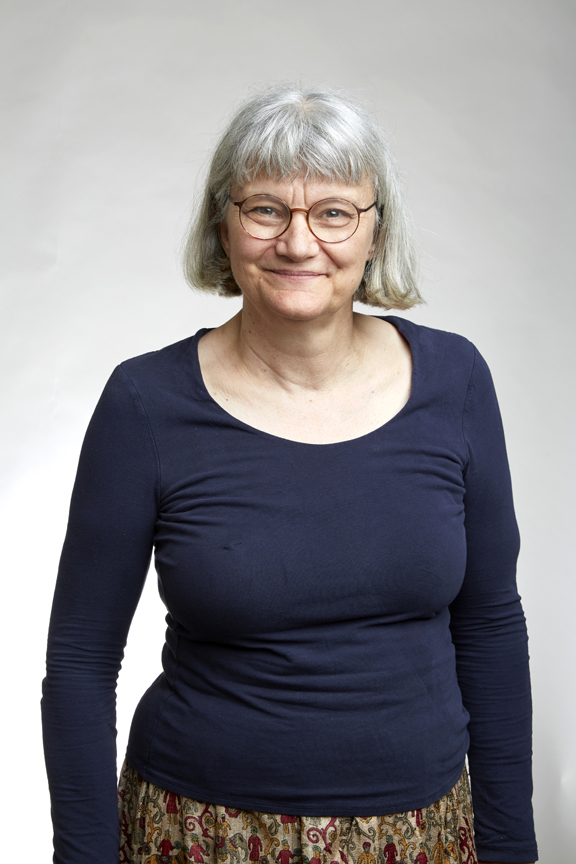
Cathie Martin

Catherine Rosemary „Cathie“ Martin (* 1955) ist eine britische Pflanzengenetikerin, bekannt für die violette Tomate.
Cathie Martin studierte an der Universität Cambridge, an der sie 1981 in Biochemie promoviert wurde (Dissertation Plant cell differentiation during seed germination). Ab 1983 war sie am John Innes Centre, wo sie Gruppenleiterin in der Abteilung Metabolic Biology ist. Außerdem ist sie Professorin an der University of East Anglia.
Martin konnte als Erste Gene identifizieren, die die Form von Pflanzenzellen kontrollieren. Ab etwa 2000 befasst sie sich mit Ernährung und Pflanzengesundheit (Resistenz) und züchtet Pflanzen, die als natürliche Heilmittel dienen können. Zum Beispiel Blutorangen, die die Süße einer spanischen Valencia-Orange mit den Pigmenten der sizilianischen Blutorange verbinden (als vorbeugendes Mittel gegen Herzkrankheiten), oder Tomaten mit hohem Gehalt an Anthocyan (violette bzw. blaue Tomate, Blue Tomato), was wiederum Schutz gegen Insekten gewährt. Sie wurde durch genetische Modifikation (Einbau von Genen des Löwenmäulchens) erzeugt. Martin arbeitete dabei mit Eugenio Butelli zusammen, der ebenfalls am John Innes Centre ist. Sie kollaboriert auch mit China bei der Entwicklung von Pflanzen für die chinesische Medizin (insbesondere in der Krebstherapie). Sie arbeitet daran Gene von Löwenmäulchen einzukreuzen, um deren Blütenfarben (rote Linien auf weißem Grund) als Landehinweise für Bienen zur Bestäubung zu nutzen. Außerdem entwickelt sie genetische Screens um Pflanzen zu identifizieren, die mit ihren Toxinen Ernährungskrankheiten verursachen.
Sie gründete die Biotech-Firma Norfolk Plant Sciences mit Jonathan Jones und hält mehrere Patente.
2011 wurde sie EMBO-Mitglied und 2018 Fellow der Royal Society. Sie ist Mitglied der American Association for the Advancement of Science und wurde 2013 MBE. 2014 erhielt sie den Preis für den vielversprechendsten Erfinder vom BBSRC (Biotechnology and Biological Sciences Research Council) zusammen mit Eugenio Butelli für ihre Entwicklung violetter Tomaten. 2021 erhielt sie den Rank Prize für Ernährung und 2017 wurde sie Fellow der American Society of Plant Biologists.
Von 2008 bis 2014 war sie Chefherausgeberin von The Plant Cell und sie ist Associate Editor von Plant Physiology.

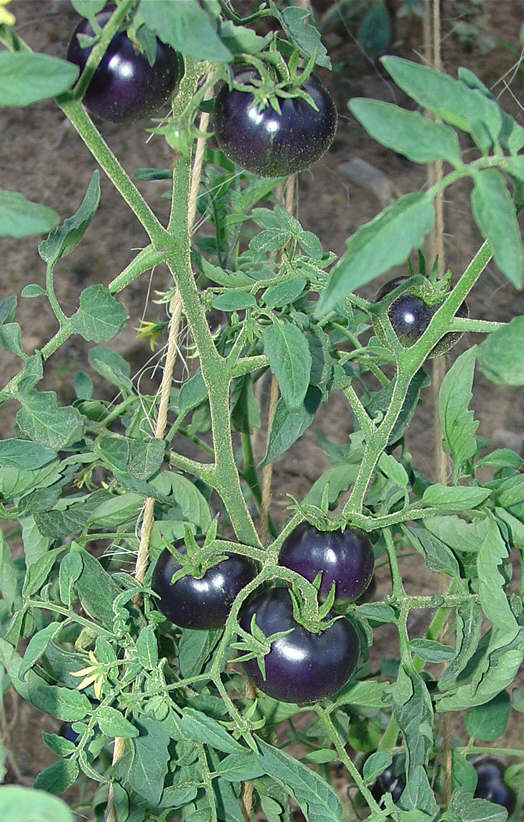
Beispiel violetter Tomaten

Zu ihren Doktoranden gehört Beverley Jane Glover.

## Schriften (Auswahl)
- mit  Liam Dolan, Alison Mary Smith, George Coupland, Nicholas Harberd, Jonathan D. G. Jones, Robert Sablowski, Abigail Amey: Plant Biology, Garland Science 2009

Einige Aufsätze:
- mit A M. Smith: Starch biosynthesis, The Plant Cell, Band 7, 1995, S. 971
- mit J. Paz-Ares: MYB transcription factors in plants, Trends in Genetics, Band 13, 1997, S.  67–73
- mit H. Jin u. a.: Transcriptional repression by AtMYB4 controls production of UV-protecting sunscreens in Arabidopsis, The EMBO Journal, Band 19, 2000, S. 6150–6161
- mit M. A. Heim, P. C. Bailey u. a.: The basic helix–loop–helix transcription factor family in plants: a genome-wide study of protein structure and functional diversity Molecular Biology and Evolution, Band 20, 2003, S. 735–747
- mit E. Butelli u. a.: Enrichment of tomato fruit with health-promoting anthocyanins by expression of select transcription factors, Nature Biotechnology, Band 26, 2008, S. 1301–1308
- mit C. Dubos, L. Lepiniec u. a.: MYB transcription factors in Arabidopsis, Trends in Plant Science, Band 15, 2010, S. 573–581
- mit E. Butelli u. a.: Retrotransposons control fruit-specific, cold-dependent accumulation of anthocyanins in blood oranges, The Plant Cell, Band 24, 2012, S. 1242–1255